# Reutti (Neu-Ulm)
 Reutti  ist ein Ortsteil und Pfarrdorf der Großen Kreisstadt Neu-Ulm im bayerisch-schwäbischen Landkreis Neu-Ulm.
Der Ort liegt südöstlich des Hauptortes Neu-Ulm an der St 2029. Unweit östlich verläuft die A 7, westlich fließt der Landgraben, ein Zufluss der östlich fließenden Leibi.

## Baudenkmäler
In der Liste der Baudenkmäler in Neu-Ulm sind für Reutti sechs Baudenkmäler aufgeführt:
- Das Schloss (Auf dem Berg 1), 1550 ff. auf älterer Grundlage errichtet, war ursprünglich auf allen Seiten von Gräben umgeben. Die viereckige Anlage, ein ehemaliger Patrizier-Landsitz, besteht aus einem dreigeschossigen Hauptbau auf winkelförmigem Grundriss mit Mansarddach, polygonalen Ecktürmen im Westen und weit vorspringendem Hauptturm im Südosten. Das Rundbogentor mit zinnenartigem Aufsatz stammt aus dem 19. Jahrhundert.
- Der zugehörige Hof (Auf dem Berg 1) ist durch Mauern und ein Tor abgeschlossen.
- Die evangelisch-lutherische Pfarrkirche St. Margaretha (Auf dem Berg 2) stammt im Kern wohl aus dem 14. Jahrhundert. Dazu gehören das einschiffige Langhaus, der an den Chorturm angefügte Polygonalchor und der Chorschluss aus dem Jahr 1472. Die Erweiterung des Kirchenschiffs sowie die Erhöhung des Turms und der Sakristeianbau sind um 1500 erfolgt. Die zugehörige Einfriedung mit Tordurchgang steht ebenfalls unter Denkmalschutz.
- Das im Jahr 1552 errichtete evangelisch-lutherische Pfarrhaus (Auf dem Berg 3) ist ein zweigeschossiger Satteldachbau. Die Tür im Süden trägt einen kielbogig geschwungenen Sturz.
- In der Holzschwanger Straße 61 befindet sich ein spätmittelalterliches Steinkreuz.

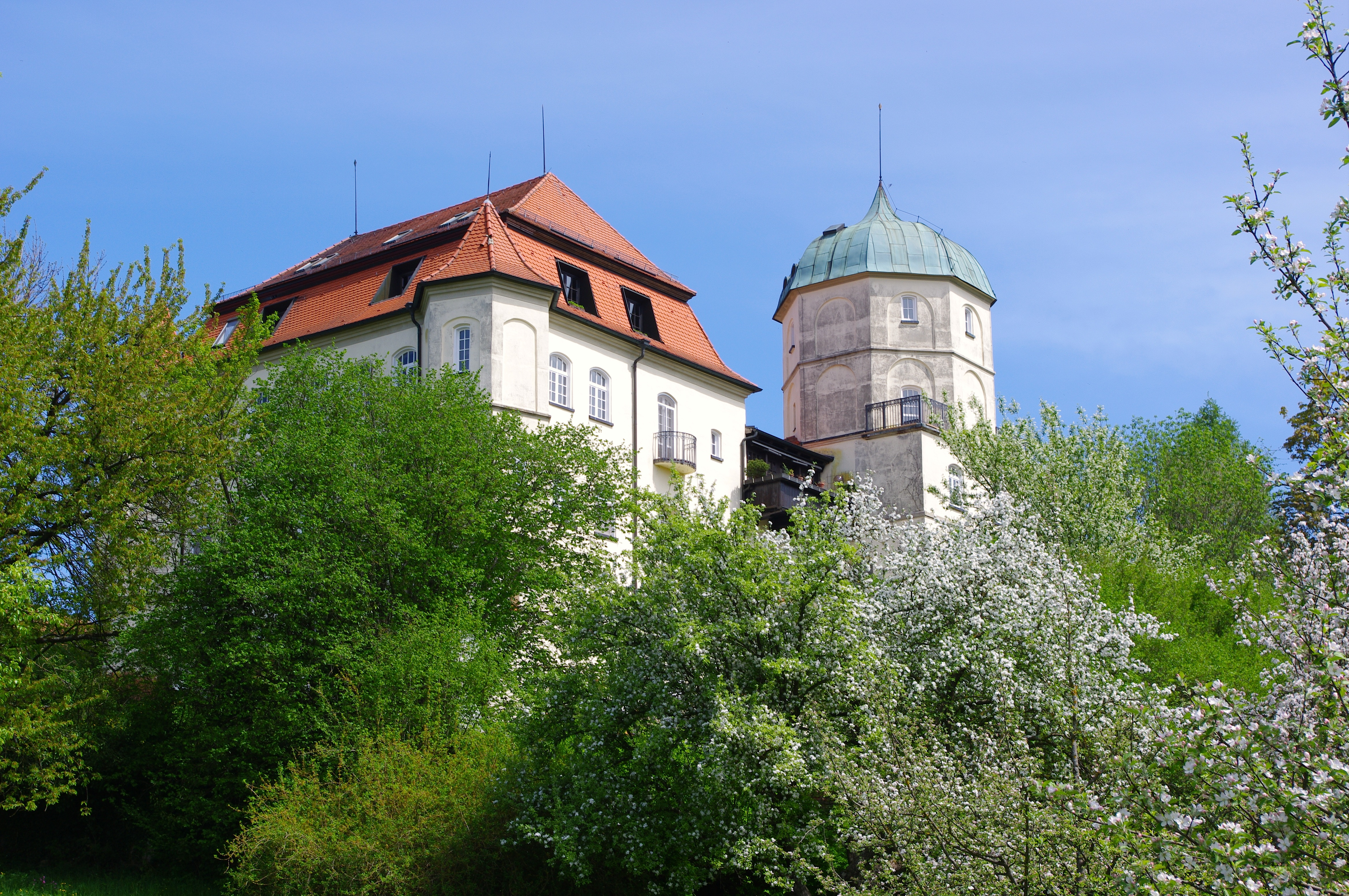
Schloss, ehemaliger Patrizier-Landsitz (2012)
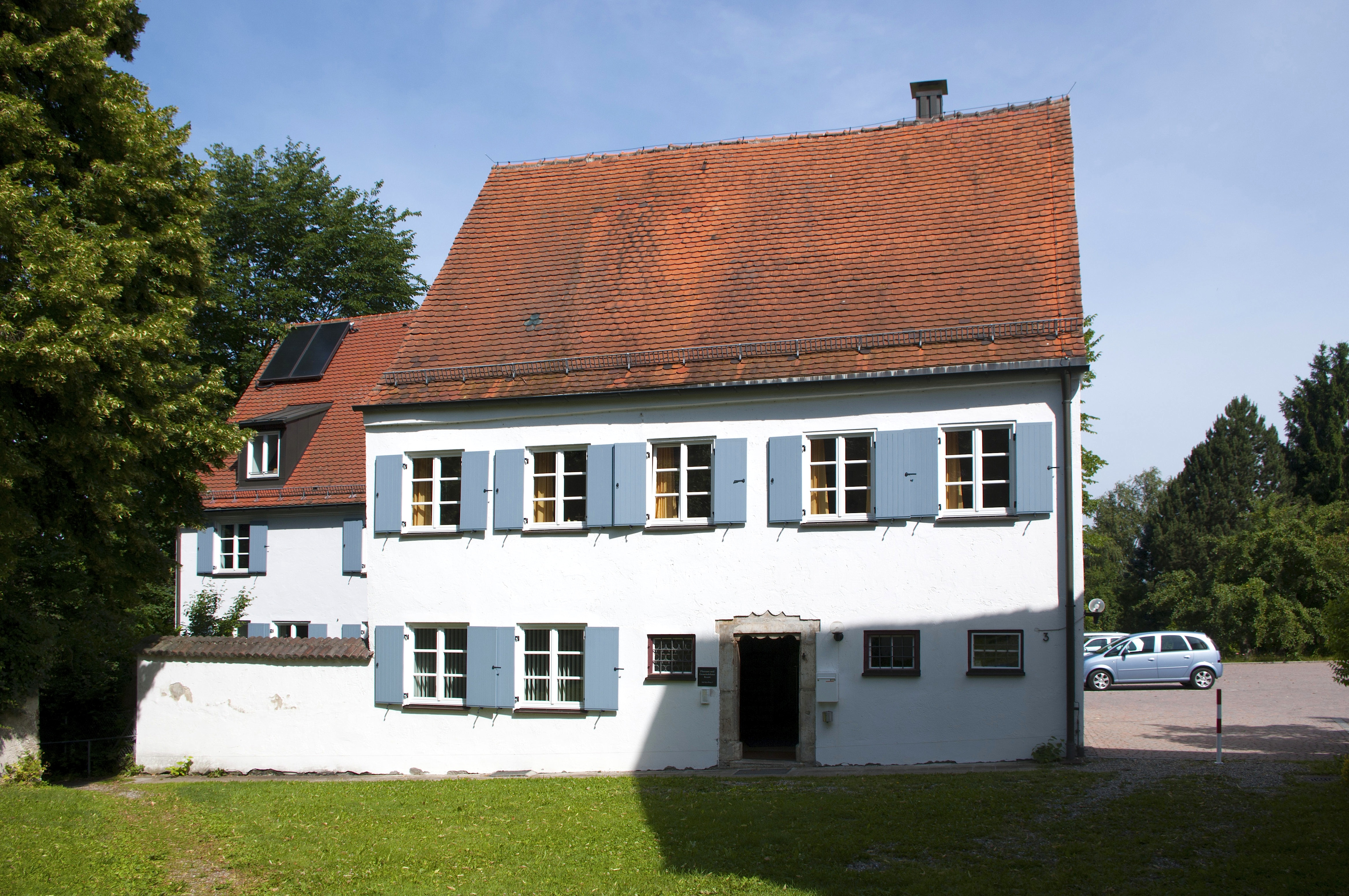
Evangelisch-lutherisches Pfarrhaus (2012)
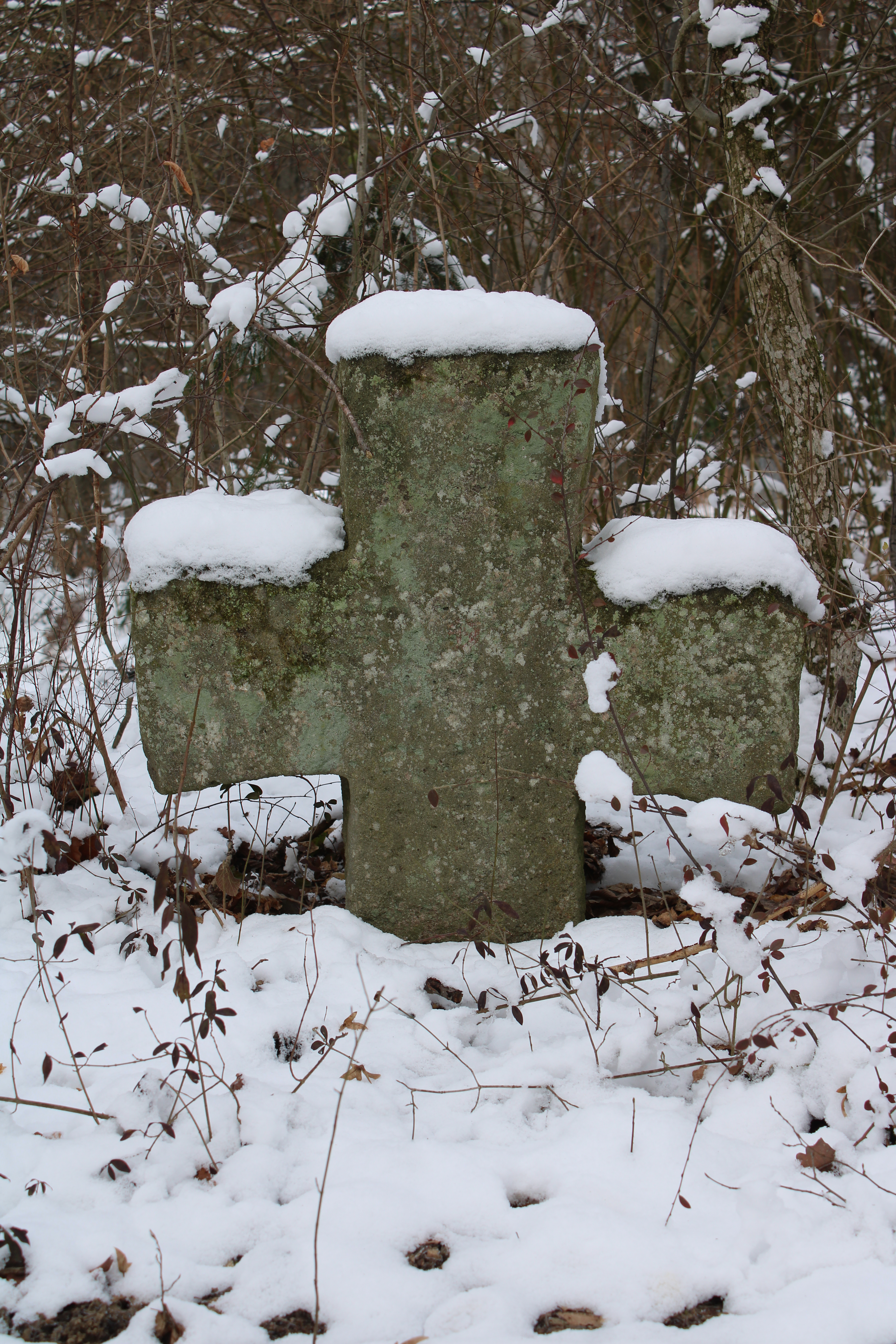
Spätmittelalterliches Steinkreuz (Pestkreuz; 2021)